# Илиевски, Владо
Владо Илиевски (макед. Владо Илиевски, родился 19 января 1980 в Струмице) — северомакедонский баскетболист, разыгрывающий защитник команды «Работнички» и национальной сборной Северной Македонии.

## Карьера

### Клубная
Начинал карьеру в сербском «Партизане», в котором выступал до 2000 года, после чего один сезон сыграл в Анталье. В 2001 году перешёл в люблянскую «Олимпию», в которую потом возвращался ещё несколько раз. В 2003 году покинул состав словенского клуба и перешёл в испанскую «Барселону»; в составе легендарного каталонского и испанского клуба отыграл два сезона. В 2005 году уехал играть в Италию, где выступал за команды «Виртус» из Рима и Болоньи, а также за «Сиену». В 2008 году вернулся в «Олимпию», но в следующем году уже отправился в Испанию во второй раз выступать за клуб «Баскония». Игра в составе клуба из Страны Басков складывалась трудно для Илиевски, и тот по окончании сезона поспешил вернуться в «Олимпию». Во время выступлений Владо получал предложения от «Панатинаикоса», но словенская команда постоянно завышала цену на игрока. 7 августа Илиевски всё же покинул клуб, приняв предложение турецкого «Эфес Пилснер», а на следующий день подписал однолетний контракт с клубом с возможностью продления ещё на год.

### В сборной
В составе сборной Республики Македонии должен был дебютировать на Евробаскете-2009, но получил травму бедра, из-за чего вынужден был лечь на операционной стол и пропустить турнир. А вот на следующем турнире Владо был включён в заявку сборной. Его команда в матче 1/4 финала нанесла сенсационное поражение литовцам именно благодаря его игре: за 11 секунд до конца игры Владо успешно реализовал дальний бросок, а затем заработал ещё одно очко со штрафного броска, чем принёс Македонии победу 67:65. По его словам, дальний бросок стал лучшим в его карьере.